# Aivukus
Aivukus es un género extinto de morsa perteneciente al Mioceno de América del Norte. Se alimentaba de crustáceos y moluscos marinos. Su especie es Aivukus cedrosensis que es monotípica, es decir, única especie de su género.

## Etimología
El nombre genérico deriva de la palabra "morsa" en Inuit, "Aivuk".

## Descripción
Según los fósiles encontrados, no sería más grande que una morsa moderna.